# Воронежский государственный медицинский университет
Воронежский государственный медицинский университет имени Н. Н. Бурденко (ВГМУ) — высшее учебное медицинское заведение в Воронеже. До 2015 года академия, ещё ранее институт.

## История
Воронежский государственный медицинский университет имени Н. Н. Бурденко является одним из старейших высших медицинских учебных заведений России.

### Предыстория
12 апреля 1801 года указом царя Александра I на северо-западе России был учреждён Дерптский (позже Юрьевский, ныне Тартуский) университет, торжественное открытие которого состоялось 21 апреля 1802 года.
Медицинский факультет Дерптского университета окончили, а впоследствии стали его преподавателями и выдающимися учёными: основатель учения о витаминах Н. И. Лунин; автор учения о болезнях органов пищеварения Н. И. Лепорский; основоположник советской нейрохирургии Н. Н. Бурденко. Основоположник многих направлений в хирургии Н. И. Пирогов также работал в Дерптском университете.
В феврале 1918 года немецкие войска заняли город Юрьев. Университет получил статус немецкого учебного заведения, а русское отделение было закрыто и летом 1918 года эвакуировано в Воронеж.

### Медицинский факультет ВГУ
В числе прибывших в город Воронеж профессоров медицинского факультета были хирург Н. Н. Бурденко, акушер-гинеколог С. Д. Михнов, окулист А. Г. Люткевич, судмедэксперт А. С. Игнатовский, педиатр Н. И. Красногорский, анатом И. В. Георгиевский, терапевт П. И. Философов и другие видные учёные.
12 ноября 1918 года на всех факультетах Воронежского университета начались занятия. В мае 1919 года уже на воронежской земле состоялся выпуск 75 врачей медицинского факультета.

### Медицинский институт
В декабре 1930 года медицинский факультет Воронежского университета был преобразован в самостоятельный медицинский институт и состоял из двух факультетов — лечебного и санитарно-гигиенического.

### Академия и университет
Являясь одним из крупных научно-педагогических и лечебно-диагностических центров России, в июне 1994 года Воронежский государственный медицинский институт имени Н. Н. Бурденко получил статус медицинской академии, а в 2015 году — университета.
В разные годы в Воронежском государственном медицинском университете работали выдающиеся учёные, внёсшие значительный вклад в развитие медицинской науки и практического здравоохранения: нейрохирург, первый президент АМН СССР, генерал-полковник медицинской службы академик Николай Нилович Бурденко, имя которого было присвоено Воронежскому медицинскому институту в 1977 году; академики АМН СССР физиолог Д. А. Бирюков, анатом Д. А. Жданов; члены-корреспонденты АМН СССР терапевты Н. И. Лепорский, Н. А. Куршаков, гистолог А. А. Войткевич, стоматолог А. И. Евдокимов; Заслуженный деятель наук офтальмолог А. И. Покровский.
В университете преподают и оказывают лечебно-консультативную помощь свыше 1000 преподавателей, среди них 140 докторов наук и профессоров, 532 кандидата наук, 4 заслуженных деятеля науки, 7 заслуженных работников высшей школы, 2 заслуженных изобретателя, 34 заслуженных врача, более 40 членов национальных и международных общественных академий.
В настоящее время в ВГМУ более 7500 обучающихся, а всего с 1918 года подготовлено свыше 60 000 специалистов. Среди воспитанников вуза — известные учёные, клиницисты, организаторы здравоохранения: эндокринолог И. И. Дедов, иммунолог Р. В. Петров, онкогинеколог В. П. Козаченко, хирург-ангиолог А. В. Покровский, фтизиатр А. А. Приймак, иммунолог В. М. Земсков, член Международной ассоциации астронавтов В. В. Антипов, стоматолог А. И. Евдокимов.
Студенты и аспиранты получают именные стипендии президента и правительства РФ, администрации Воронежской области, Н. Н. Бурденко, И. И. Дедова, Н. И. Лепорского, Н. М. Иценко, А. В. Покровского.
В 2006 году за значительный вклад в развитие отечественной медицины и здравоохранения академия была награждена орденом М. В. Ломоносова.
В ВГМУ им. Н. Н. Бурденко имеется профсоюзная организация работников здравоохранения, состоящая из профсоюзных организаций сотрудников и студентов.
В разные годы учебным учреждением руководили ректоры (некоторое время они назывались директорами):
- с 1918 по 1925 год — ректор Регель Василий Эдуардович
- с 1925 по 1927 год — ректор Пучковский Сергей Ефимович
- первым директором вуза стал И. Г. Григорьев
- с 1937 по 1943 год вуз возглавлял Ковалёв Ефим Никифорович
- в 1944—1945 годах — Эйдлин Лазарь Маркович
- в 1945—1949 годах — Бирюков Дмитрий Андреевич
- в 1950—1954 годах — Радушкевич Валерий Павлович
- в 1955—1963 годах — Одноралов Николай Иванович
- в 1963—1983 годах — Фурменко Иван Павлович
- в 1984—1999 годах — Фаустов Анатолий Степанович
- в 2000—2025 годах — Есауленко Игорь Эдуардович

## Учебные помещения
Занятия проходят в главном здании и учебно-лабораторном корпусе (УЛК) на Студенческой, санитарном корпусе на Чайковского. Клинические базы — ВОДКБ, ВОКБ №1, ВОКОБ, ГКБ №3 и ГКБ №20 (кафедра пропедевтики внутренних болезней). Общежитий несколько.

## Деятельность
В университете есть студенческое научное общество (СНО). При кафедрах есть студенческие научные кружки (СНК). Клубы: английский и другие.

### Факультеты и институты
- Лечебный
- Педиатрический
- Институт стоматологии[2]
- Фармацевтический
- Медико-профилактический[3]
- Институт сестринского образования[4]
- Факультет подготовки кадров высшей квалификации[5]
- Международный институт медицинского образования и сотрудничества

### Кафедры
- Кафедра нормальной анатомии человека[6]
- Кафедра нормальной физиологии[7]

Кафедра нормальной физиологии была организована на медицинском факультете Воронежского государственного университета в 1918 году. Первым руководителем кафедры был профессор Д. М. Лавров.
- Кафедра кожных и венерических болезней[9]

Кафедра дерматовенерологии была организована в июле 1918 года. Первым заведующим кафедрой был отоларинголог профессор Г. И. Коппель.
Кафедра госпитальной терапии и эндокринологии.

## Рейтинги
- По данным 2010 года ВГМУ занимает 4 место среди всех российских вузов по качеству приёма, обгоняя МГУ и СПбГУ, уступив лишь МФТИ, МГИМО и ВШЭ.[10]
- В 2014 году агентство «Эксперт РА» присвоило ВУЗу рейтинговый класс «D» означающий «приемлемый уровень» подготовки выпускников[11]
- В 2022 году вуз вошёл в Международный рейтинг «Три миссии университета», где занял позицию в диапазоне 1401—1500 (72-86 место среди российских вузов)[12]
- В предметных рейтингах RAEX занимает 17-е место в направлении «Медицина»[13].

## Фотогалерея